# Kuchary (gmina Wiślica)
Kuchary – wieś w Polsce położona w województwie świętokrzyskim, w powiecie buskim, w gminie Wiślica.
| SIMC    | Nazwa        | Rodzaj    |
| ------- | ------------ | --------- |
| 0277233 | Scholasteria | część wsi |
| 0277240 | Wiślickie    | część wsi |

Wieś sołecka - zobacz jednostki pomocnicze gminy Wiślica w  BIP.
Przez  Kuchary przepływa rzeka Nida. Leżą się na terenie Nadnidziańskiego Parku Krajobrazowego. Wieś sąsiaduje z Ostrowem i Koniecmostami.

## Historia
Wieś o metryce co najmniej XV wiecznej – wspomina ją Długosz w L.B. t.I, s.411. 
 
W wieku XIX opisano Kuchary jako wieś nad rzeką Nidą w  powiecie pińczowskim, ówczesnej gminie Wawrowice, parafii Wiślica. Rzeka Nida oddziela Kuchary od Wiślicy.
Spis wsi z 1827 r. podaje następujące odrębne części: 

Kuchary Boczarskiego – Kuchary Bruknera – Kuchary Brzezeckiego – Kuchary Chrzanowskiego – Kuchary Kolegiata – Kuchary Komunitas – Kuchary Podprobostwo – Kuchary Probostwo św. Barbary – Kuchary Scholasteria.
 
Części te miały razem 39 domów i 254 mieszkańców.
 
Pierwsze cztery były własnością prywatną, pozostałe duchowną.

Według danych Towarzystwa Kredytowego Ziemskiego folwark Kuchary-Wiślickie posiadał 99 mórg rozległości, budynków murowanych - jeden, z drzewa 9.
 
Wieś Kuchary-Wiślickie osad 9, z gruntem mórg 11.

Wsie Kuchary-Scholasteria Wiślicka i Kanonia Aimnotowska od roku 1868 należą do majoratu generała-majora Stűrlera.
Spis z roku 1921 umieszcza Kuchary w ówczesnej gminie Szczytniki w tym :
 
Kuchary Folwark – 4 budynki ludności 29 z czego 20 osób wyznania mojżeszowego, oraz  Kuchary wieś - budynków 39 i ludności 192. 
W latach 1975–1998 miejscowość należała administracyjnie do województwa kieleckiego.